# Saber
Die Saber (spanisch und portugiesisch für „Wissen“) ist eine geplante Sektoralwährung für Brasilien, die vom Kultusministerium ausgegeben werden soll. Die Währung ist durch Bildungs- und Ausbildungsleistungen gedeckt und wird an Schüler ausgegeben, die damit Unterricht durch ältere Schüler erwerben können.
Die Währung wird von unteren Klassen an höhere Klassen in Schulen weitergegeben, bis sie eine Universität erreicht, wo die Währung verwendet wird, um Bildung vom Staat zu erwerben. An diesem Punkt wird sie an das Ministerium zurückgegeben.
Die Gültigkeitsdauer dieser Bildungsgutscheine ist begrenzt, um eine regelmäßige und verstetigte Weitergabe der Währung sicherzustellen.
Zudem werden durch solche Bildungswährungen in armen Ländern viele Bildungsbemühungen einfach finanzierbar.